# Eileen Coparropa
Eileen Mary Coparropa Alemán (sinh ngày 31 tháng 3 năm 1981 tại Thành phố Panama) là một vận động viên bơi lội tự do nữ đến từ Panama, người đã giành được huy chương bạc và đồng trong đường đua tự do 50m nữ tại Thế vận hội Pan American. Với biệt danh "La Sirena de Oro", cô đại diện cho quê hương của mình tại ba Thế vận hội mùa hè liên tiếp, bắt đầu từ năm 1996.

## Thế vận hội Pan-American
Năm 1999, khi cô 17 tuổi, Eileen đã tham gia Thế vận hội Pan-American lần thứ 13 được tổ chức tại Winnipeg, Canada ở bộ môn tự do 50 mét, nơi cô đạt được huy chương bạc lịch sử. Đó là huy chương bạc đầu tiên trong lịch sử của đội bơi Panama trong những đường đua này và cô đã đăng ký dấu ấn cá nhân tốt nhất của mình cho đến thời điểm đó: 25,78 giây. Huy chương vàng đã giành được bởi Tammie Spats của Mỹ với điểm số 25,50 giây.
Năm 2003, các trận thi đấu đã được tổ chức tại Santo Domingo, Cộng hòa Dominican. Coparropa Alemán giành huy chương đồng trên đường đua tự do 50 mét với thời gian 25,62 giây. Cô đã bị đánh bại bởi đối thủ người Mỹ Kara Lynn Joyce, người đã giành được huy chương vàng vàng với thời gian 25,24 giây.4

## Olympic

### Athens 2004
Coparropa thi đấu trên đường đua tự do 50 mét, nơi cô đủ điều kiện vào bán kết với thời gian 25,57 giây. Sau đó, cô đã tham gia trận chung kết, nơi cô đứng ở vị trí thứ 13 trong số những người bơi giỏi nhất thế giới và lập kỷ lục quốc gia mới là 25,57 giây. Mặc dù cô không giành được huy chương, nhưng đó là lần gần nhất mà một vận động viên bơi lội người Panama từng giành được huy chương olympic, cho cả nam hay nữ.

## Cuộc sống cá nhân
Coparropa là con gái lớn nhất trong số hai cô con gái của Pedro Coparropa và Guadalupe Alemán de Coparropa và cô đã bắt đầu sự nghiệp bơi lội từ năm 16 tuổi.
Năm 2004, cô tốt nghiệp loại giỏi với bằng cử nhân quản trị kinh doanh với chuyên ngành Marketing từ Đại học Auburn ở Alabama. Cô cũng nhận được bằng về Logistics từ cùng một trường đại học.
Tại Thế vận hội Pan American năm 1995 ở Mar del Plata, cô đã hoàn thành vị trí thứ 5 ở bộ môn tự do 50 mét.
Tại Thế vận hội Mùa hè 1996 ở Atlanta, Coparropa đã hoàn thành vị trí thứ 32 ở bộ môn tự do 50 mét.
Tại Thế vận hội Pan American 1999 ở Winnipeg, cô đã giành được huy chương bạc ở nội dung tự do 50 mét. Cô cũng đã hoàn thành vị trí thứ 9 trong bộ môn tự do 100 mét.
Tại Thế vận hội Mùa hè 2000 ở Sydney, Coparropa đã hoàn thành vị trí thứ 27 ở bộ môn tự do 50 mét và thứ 32 ở bộ môn tự do 100 mét.
Tại Thế vận hội Pan American 2003 ở Santo Domingo, cô đã giành được huy chương đồng ở nội dung tự do 50 mét cho nữ. Cô cũng đã hoàn thành vị trí thứ 5 trong tự do 100 mét.
Tại Thế vận hội Mùa hè 2004 ở Athens, Coparropa đã hoàn thành ở vị trí thứ 14 ở bộ môn tự do 50 mét và thứ 30 ở bộ môn tự do 100 mét.